# سرفيل مروح
السرفيل المروح (الاسم العلمي: Osmorhiza) هو جنس من النباتات يتبع الفصيلة الخيمية من رتبة الخيميات.